# الرفاه الذاتي
الرفاه الذاتي (Subjective well-being) هو مقياس للرفاه يُحَدّد ذاتيًا (على سبيل المثال: الرضا عن الحياة، السعادة، الرفاه النفسي)، والحصول عليه يكون عادةً عن طريق أسئلة استبيانية تَهدُف لقياس الطريقة التي يفكر ويشعر بها الأشخاص حيال حياتهم، عوضًا عن الاعتماد على المؤشرات الموضوعية التقليدية كمستويات التحصيل العلمي والتوظيف والجريمة والرفاه المادي.
طور إد دينر في عام 1984 نموذجًا ثلاثيًا للرفاه الذاتي، يصف كيفية شعور الأشخاص بجودة حياتهم، ويتضمن كل من ردود الفعل العاطفية والأحكام المعرفية، وهو يفترض «ثلاثة عناصر مستقلة ولكنها مرتبطة في الغالب بالرفاه: الشعور الإيجابي المتكرر، والشعور السلبي غير المتكرر، والتقييمات المعرفية كالرضا عن الحياة».
وبذلك يشمل الرفاه الذاتي المزاج والعواطف بالإضافة إلى تقييم الرضا الشخصي عن الجوانب العامة والخاصة لحياة الفرد، والمفاهيم المشمولة بالرفاه الذاتي تتضمن السعادة.
يميل الرفاه الذاتي لأن يستتب مع الوقت، كما أنه يرتبط ارتباطًا وثيقًا بسمات الشخصية، وهناك أدلة على أنّ الصحة والرفاه الذاتي قد يؤثران في بعضهما البعض بشكل متبادل، فالصحة الجيدة تميل للاقتران بسعادة أكبر، وقد وجد عدد من الدراسات أنّ المشاعر الإيجابية والتفاؤل قد يكون لهما تأثير مفيد على الصحة.

## تكوين الرفاه الذاتي
جادل باحثون بأنّ عناصر الرّفاه الذاتي المُختلفة تُمثّل بُنياتٍ مستقلّةً يجب فهمها على نحوٍ مُنفصل، بالرغم من كونّها مرتبطةً بشكلٍ وثيق، وعلى ذلك يمكن اعتبار الرفاه الذاتي «مساحةً عامةً ذات أهميّةٍ علميةٍ بدلًا من تكوينٍ محدَّدٍ مُنفرد»، ونظرًا للتركيز الخاص على الجوانب الشخصية للرفاه، فإنّ تعريفاته تستبعد عادةً الظروف الموضوعيّة، كالظروف الماديّة أو الصحّة على الرغم من تأثير هذه الأمور على تقديراته، وتُرَكِّز تعريفات الرفاه الذاتي على كيفيّة تقييم الشخص لحياته، بما في ذلك التجارب العاطفية للمتعة إزاء الألم استجابةً لأحداثٍ معينةٍ وتقييماتٍ معرفيةً لما يعتبره الشخص حياةً جيدة، وتتضمن عناصره المتعلقة بالشعور على الشعور الإيجابي (الإحساس بمشاعر وحالات مزاجية سارّة)، والشعور السلبي المُحْبِط (مكابدة مشاعر وحالات مزاجية بغيضة ومزعجة)، بالإضافة إلى «الشعور الكلي» أو «التوازن المُتَعي»، والذي يُعرّف بأنه التوازن العام بين المشاعر السلبية والإيجابية الذي عادةً ما يُقاس بالفرق بين الاثنين، وغالبًا ما تكون هذه المشاعر مترابطة بشكل كبير ولكن ليس دائمًا.

## عناصر الرفاه الذاتي
يشمل عنصرين؛ أحدهما التوازن العاطفي (الوجداني) والآخر هو الرضا عن الحياة، ومجموع درجات الفرد لقياسات كلًّ منهما يعطي النتيجة الكلية لدرجة الرفاه الذاتي للفرد، وفي بعض الحالات، يُحتَفَظ بهذه الدرجات منفصلةً عن بعضها.
- التوازن العاطفي

يشير إلى العواطف والأمزجة والأحاسيس التي يمتلكها الشخص، ويمكن أن تكون هذه إيجابية تمامًا، أو سلبية تمامًا، أو مزيجًا من الإيجابية والسلبية، وتُظهِر بعض الأبحاث أنّ أحاسيس المكافأة منفصلة عن العواطف الإيجابية والسلبية.
- الرضا عن الحياة

يُعتَبَر كل من الرضا عن الحياة (الآراء العالمية حول حياة الفرد) والرضا عن مجالات معينة في الحياة (مثل: الرضا عن العمل) العناصر المعرفية للرفاه الذاتي، كما يُعتَبَر مصطلح «السعادة» شائع الاستخدام أيضًا فيما يخص الرفاه الذاتي، ويُعرَّف بطرقٍ شتى؛ على أنه «إرضاء الرغبات والأهداف» (لذلك يرتبط بالرضا عن الحياة)، وعلى أنه «رجحان العاطفة الإيجابية على السلبية» (لذلك يتعلق بالعناصر العاطفية للرفاه الذاتي)، وعلى أنه «الاطمئنان»، وأنه «حالة مزاجية تفاؤلية متناغمة»، ويمكنه أن يفترض ضمنيًا تقييمًا عاطفيًا لحياة الشخص ككل، وقد يُعرَف الرضا عن الحياة أيضًا بالعنصر «المستقر» في حياة المرء، ويمكن النظر إلى المفاهيم العاطفية من ناحية الحالات العاطفية المؤقتة، وكذلك من حيث الحالات المزاجية والميول طويلة المدى (أي مقدار العواطف الإيجابية و/أو السلبية التي يختبرها الشخص بشكل عام خلال فترة زمنية معينة ما)، وعادةً ما يُدرس الرضا عن الحياة والسعادة -في بعض الأبحاث- على مدى فترات طويلة تبعًا لحياة الشخص، وكذلك تُدرَس «جودة الحياة» باعتبارها الصياغة التصوّرية للرفاه الذاتي، وبالرغم من تنوّع التعريف الدقيق لها، إلا أنها عادة ما تُقاس كمجموع الرفاه في عدة مجالات من الحياة، ويمكن أن تتضمن على عناصر ذاتية وموضوعية.

### قياس عناصر الرفاه الذاتي
يقاس كل من رضا عن الحياة والتوازن العاطفي بشكلٍ عامٍ على نحوٍ منفصلٍ ومستقل.
- يُقاس الرضا عن الحياة عامةً باستخدام طريقة الإبلاغ الذاتي وعادةً ما تكون أسئلة استبيانية.
- يُقاس التوازن العاطفي أيضًا باستخدام طرق الإبلاغ الذاتي، ومثالها جدول الانفعالات الإيجابية والسلبية (PANAS).

يسعى في بعض الأحيان سؤال واحد حول الرفاه الذاتي للإحاطة بالصورة الكاملة.
المشكلة في هذه القياسات أنها ذاتية الإبلاغ، أي أنها تترافق باحتمال كذب المشاركين أو على الأقل عدم قولهم الحقيقة كاملةً في الأسئلة الاستبيانية، وهذا يحدث إما لكونهم مُحرَجين أو لأنهم يجيبون لنتائج يتوقعون أن الباحث يريد مشاهدتها، وللحصول على نتائج أكثر دقّة، تُستخدم طرق أخرى لتحديد مقدار الرفاه الذاتي للفرد.
يوجد طريقة أخرى لتعزيز أو تأكيد دقة نتائج الإبلاغ الذاتي، وذلك من خلال تقارير المخبرين، حيث يُطلَب من الأصدقاء المقربين للمشاركين ومن أفراد أسرهم كذلك ملء استبيان أو نموذج يسأل عن مزاج المشاركين وعواطفهم ونمط حياتهم بشكلٍ عام، فقد يكتب المشارك في الاستبيان أنه سعيد للغاية، إلا أنّ أصدقاءه وأسرته يجيبون بأنه دائمًا ما يكون مكتئبًا، وهذا سيشكل بالطبع تناقضًا يؤدي في النهاية إلى نتائج غير دقيقة.
ويمكن اكتساب فهمًا أفضلًا للنتائج الحقيقية من خلال طريقة أخذ العينات بالتجربة (ESM)، وفيها يُعطَى المشاركين صافرة/جهاز نداء يرن بشكل عشوائي خلال اليوم، وفي كل مرة يرن فيها سيُوقِف المشارك ما كان يفعله ويقوم بتسجيل النشاط الذي يشغله حاليًا مع المزاج والمشاعر الحالية، وهذا سيعطي للباحثين على مدى أسبوع أو شهر فهمًا أفضلًا للمشاعر والحالات المزاجية والأحاسيس الحقيقية للمشارك وكيفية تفاعل هذه العوامل مع الأفكار والسلوكيات الأخرى، والمقياس الثالث لتأكيد الصحة هو أسلوب إعادة البناء اليومي (Day Reconstruction Method)، وفيه يملأ المشاركون مفكرة عن أنشطة الأيام السابقة، ثم يُطلب من المشارك وصف كل نشاط وتقديم تقرير حول ما كان يشعر به، وما المزاج الذي كان يمر به، وعن أي عواطف ظهرت حينها، وعلى ذلك، يميل الباحث إلى استخدام التقارير الذاتية مع نوع آخر من المقاييس المذكور أعلاه لضمان الحصول على نتائج صحيحة، ويقال إن الشخص الذي يتمتع بدرجة عالية من الرضا عن الحياة وبتوازن عاطفي إيجابي سيمتلك درجة عالية من الرفاه الذاتي.

## النظريات
تميل نظريات أسباب الرفاه الذاتي للتركيز على التأثيرات إما تصاعديًا أو تنازليًا.

### المنظور المنطلق من القمة
تؤثر السمات العالمية للشخصية على طريقة إدراك الشخص للأحداث، وبناءً على ذلك قد يكون لدى الأفراد ميل عالمي لإدراك الحياة دومًا بطريقة إيجابية أو سلبية، اعتمادًا على سماتهم الشخصية المستقرة، تشير النظريات التنازلية للرفاه الذاتي إلى أن الناس لديهم استعداد وراثي ليكونوا سعداء أو غير سعداء، ويقرر هذا «القيمة الأساسية» للرفاه الذاتي الخاصة بهم، وتنص نظرية نقطة الأساس (Set Point theory) على أن مستوى خط الأساس أو التوازن لدى الشخص هو نتيجة لخصائص وراثية، وبالتالي تكون محددة مسبقًا بالكامل عند الولادة، وتستمد الأدلة على هذا الاستعداد الوراثي من الدراسات الوراثية السلوكية التي وجدت أن كل من الانفعالات الإيجابية والسلبية تمتلك قابلية عالية للتوريث (40٪ و 55٪ على التوالي في دراسة واحدة)، وتؤكّد دراسات توأمية عديدة فكرة النظرية، ومع ذلك، فهي لا تستبعد إمكانية مرور الأفراد بتغيّرات على المدى الطويل فيما يخص الرفاه الذاتي.
ويشير باحثون إلى محدودية دراسات قابلية التوريث، لأنها تصف التغيرات طويلة المدى في عينة من مجتمع غربي حديث، وأنها قد تكون غير قابلة للتطبيق في بيئات أكثر تشددًا تؤثر على الرفاه الذاتي دون تقديم مؤشرات مطلقة للتأثيرات الجينية، وبالإضافة إلى ذلك، توقعات التوريث غير متناسقة عبر الدراسات.
```
الدليل الإضافي على علاقة التوريث بالرفاه الذاتي، يأتي من موجودات تشير لتأثير الشخصية الكبير على الرفاه الذاتي على المدى الطويل، وهذا ما قاد لنموذج التوازن الديناميكي للرفاه الذاتي، الذي يقترح أن الشخصية تُشكِّل خط الأساس للاستجابات العاطفية، وقد تعمل الأحداث الخارجية على إبعاد الشخص عن خط الأساس -أحيانًا بشكل كبير، ولكن هذا يكون لمدة محدودة، ومعظم الأشخاص يعودون إلى خط الأساس في النهاية.
[
17
]
[
18
]
```

### المنظور المنطلق من القاعدة
تمثل السعادة من هذا المنظور تراكم الأحداث السعيدة، وتشمل التأثيرات المنطلقة من القاعدة أحداث خارجية وعوامل مكانية وديموغرافية واسعة، بما في ذلك الحالة الصحية والحالة الاجتماعية ويستند المنظور إلى فكرة وجود احتياجات بشرية أساسية عالمية وأن السعادة تنتج عن تحقيقها، ولدعم هذا الرأي، يوجد أدلة على أن الأحداث اليومية السارة ترتبط بزيادة العاطفة الإيجابية، والأحداث اليومية غير السارة أو المشاحنات ترتبط بزيادة العاطفة السلبية.
ولكن البحث يشير إلى أن الأحداث الخارجية مسؤولة عن جزء صغير من الاختلاف في التقارير الذاتية مقارنةً بعوامل المنظور السابق كالشخصية، وتشرح نظرية التأقلم المُتَعي التأثير المحدود للأحداث الخارجية، التي تقول بأنه سواء كانت الأحداث الخارجية إيجابية أو سليبة، فإن تأثيرها مؤقت ومع الوقت سيعود الشخص إلى مستوى معين خاص به، وعادةً ما يكون -على الأقل- إيجابي بشكل طفيف لدى المعظم، ويميل الناس لأن يقولوا بأنهم سعداء نوعًا ما بشكلٍ عام، وأنهم يكونون بحالة مزاجية إيجابية عند غياب الأحداث السيئة، وقد أظهرت التحسينات الإضافية لهذه النظرية أن الناس لا يتكيفون مع جميع أحداث الحياة بشكلٍ متساوٍ، حيث يميل الناس للتكيف بسرعة مع بعض الأحداث (مثل السجن)، وببطء مع غيرها (مثل وفاة أحد الأحباء)، وقليلًا أو دون تكيف على الإطلاق مع أحداثً أخرى (مثل الضوضاء والجنس).

## العوامل المؤثرة

### الشخصية والوراثة
وجد عدد من الدراسات أن عناصر الرفاه الذاتي ترتبط بقوة بمجموعة من السمات الشخصية، بما في ذلك تلك الموجودة في نموذج عناصر الشخصية الخمسة، وتُظهِر نتائج العديد من دراسات الشخصية أن علم الوراثة مسؤول عن 20-48٪ من التباين في النموذج الخماسي، كما أن التباين في الرفاهية الذاتية قابل للتوريث.

### التأثيرات الاجتماعية
للتأثيرات الاجتماعية دور قوي، وتشير نتائج من دراسة فرامنغهام للقلب الشهيرة أنّ الصديق السعيد الذي يعيش ضمن ميل (1.6 كم) يرفع احتمالية سعادة الشخص 25%.

### الثراء
تشير الأبحاث إلى أن الثراء يرتبط بالعديد من النتائج الإيجابية في الحياة، ومنها تحسين الصحة العامة والعقلية، زيادة طول العمر، انخفاض معدلات وفيات الرضع، مواجهة عدد أقل من أحداث الحياة المجهدة، وتكرار أقل لوقوعهم كضحايا لجرائم العنف، وتشير الأبحاث إلى أن تأثير الثراء على درجة الرفاه الذاتي أقل مما يعتقد الناس عمومًا، على الرغم من أن الدخل المرتفع يرتبط بشكل جوهري بتقارير الرضا عن الحياة.
تدرس البحوث الجديدة التأثير النسبي للثروة جنبًا إلى جنب مع المكونات المادية الأخرى على الرفاه الذاتي الكلي للشخص، حيث يدرس مشروع الرفاهية في مختبر العلوم الإنسانية كيف يعمل الرفاه المادي والرفاهية الإدراكية كمحددات نسبيّة في تكييف عقولنا نحو مشاعر إيجابية.

### الصحة
هناك ارتباطات إيجابية جوهرية بين الصحة والرفاه الذاتي، بحيث يميل الأشخاص الذين يقيّمون صحتهم العامة على أنها «جيدة» أو «ممتازة» إلى اختبار درجات أفضل من الرفاه مقارنة مع أولئك الذين يقيّمون صحتهم على أنها «متوسطة» أو «سيئة»، وقد أظهر البحث أن التقييم الذاتي للصحة العامة كان مرتبطًا بشكل أكبر مع الرفاه من تقييم الطبيب للصحة، وقد تكون العلاقة بينهما ثنائية الاتجاه، وهناك أدلة على أن المستوى الجيد من الرفاه الذاتي يساهم في تحسين الصحة، وقد وجدت مراجعة للدراسات الطولية أن مقاييس البنية الأساسية للرفاه الذاتي مثل التفاؤل والعاطفة الإيجابية تنبأت بالحالة الصحية والوفيات على المدى الطويل، وعلى العكس من ذلك في الاكتئاب الأساسي، وهناك أدلة على أن الأمور الناجحة في تحسين الرفاهية الذاتية يمكن أن يكون لها آثار مفيدة على جوانب الصحة، وعلى سبيل المثال، وُجِد أن التأمل والاسترخاء يزيد العاطفة الإيجابية ويقلل ضغط الدم.
تأثير أنواع معينة من الرفاه الذاتي ليس واضحًا تمامًا، على سبيل المثال، مدى استمرار تأثيرات المزاج والعواطف على الصحة غير واضح، وما إذا كانت بعض أنواع الرفاه الذاتي تتنبأ بالصحة بشكل مستقل غير واضحة أيضًا، فالتأمل لديه القدرة على زيادة السعادة لأنه يمكن أن يحسن الثقة بالنفس ويقلل من القلق، مما يزيد من الرفاه، كما أن تنمية نقاط القوى والموارد الشخصية، مثل الفكاهة، والصُحبة الاجتماعية/الحيوانية، والمهن اليومية، يبدو أنها تساعد الناس على الحفاظ على مستويات مقبولة من الرفاه الذاتي على الرغم من وجود أعراض الاكتئاب والقلق والتوتر.

### الخصائص الفيزيائية
هناك علاقة إيجابية بين حجم المادة الرمادية في منطقة الطلل من الدماغ وبين درجة السعادة الذاتية للشخص، كما ارتبطت تجربة 6 أسابيع تعتمد على زيادة اليقظة بزيادة ملحوظة في كمية المادة الرمادية في تلك المنطقة.

### وقت الفراغ
وجدت أحد الدراسات أن الارتياح في أوقات الفراغ يتنبأ بتباين فريد في الرضا عن الحياة، مما يدعم إدراجه كمساهم في تحقيق الرفاه الذاتي.

### الاختلافات الثقافية
على الرغم من أن جميع الثقافات تقدّر السعادة، إلا أنّها تختلف في كيفية تعريفها لها، وهناك أدلة على أن الناس في الثقافات الأكثر فردية يميلون إلى تصنيف أنفسهم كأعلى في الرفاه الذاتي مقارنة بالناس في الثقافات الأكثر جمعية.

### علم النفس الإيجابي
يهتم علم النفس الإيجابي بشكل خاص بالرفاه الذاتي.

## الاستخدام في اقتصادات السعادة
يستخدم الرفاه الذاتي عادةً لتقييم درجة رفاهية السكان.